# 볏단의 불

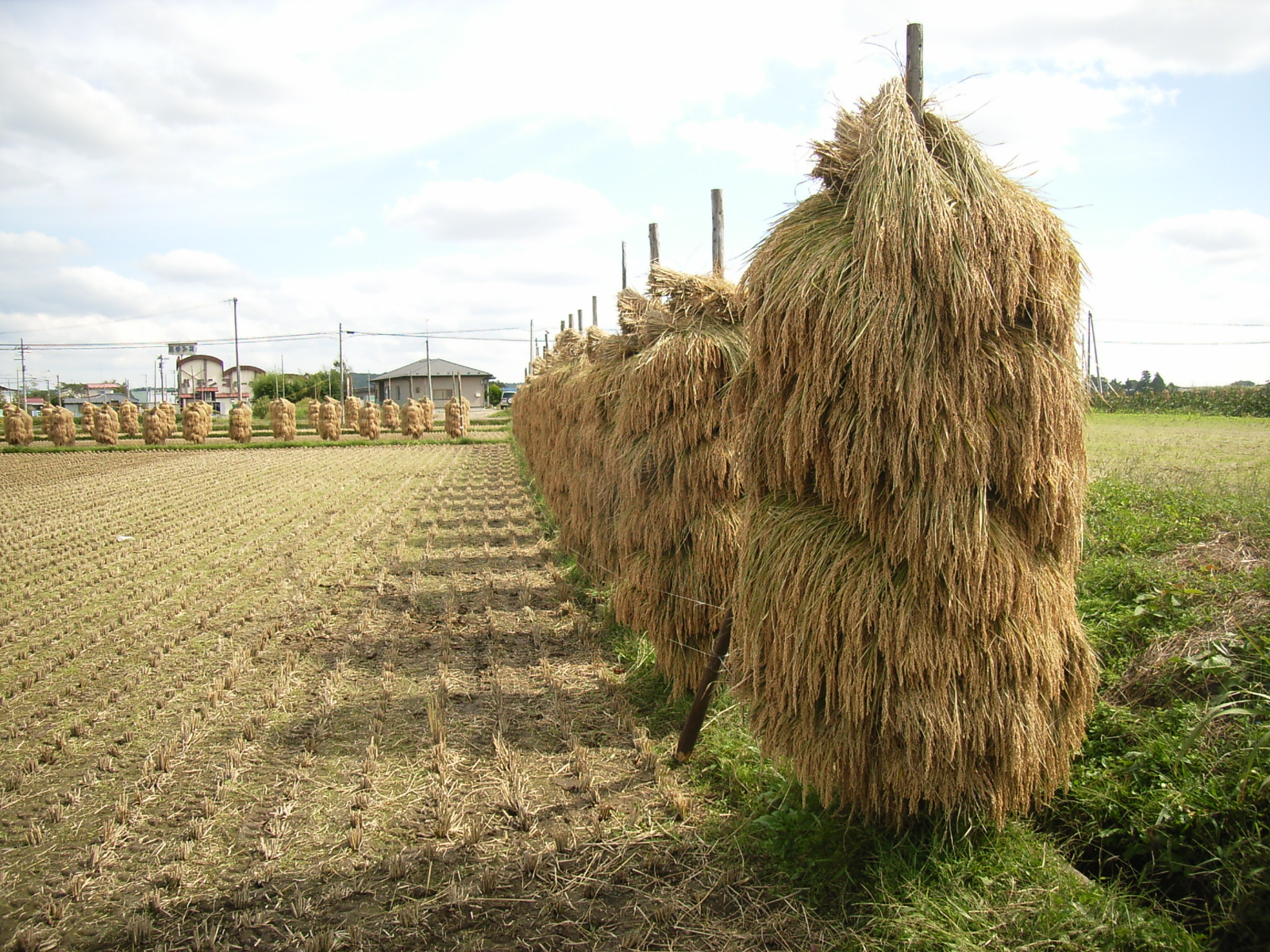
일본어로 "이네무라"(稲むら)는 볏단을 의미한다. 벼는 수확 후 햇볕에 말린 후 탈곡하는데 그림과 같이 볏가마(이나기, 稲木)에 쌓아 놓은 형태를 일본어로 '이네무라'라고 한다.

볏단의 불(일본어: 稲むらの火 이나무라노히[*])는 1854년(가에이 7년/안세이 원년) 일어난 안세이 난카이 지진 당시 일어난 사건을 바탕으로 만든 이야기이다. 지진 이후 쓰나미에 대한 경계와 조기 대피의 중요성, 인명 구조를 위한 희생정신의 발휘를 말하고 있다. 고이즈미 야쿠모의 영어 작품을 나카이 조조가 번역, 재구성한 이야기로 일본 문부성의 교재 공모전에 당선되어 1937년부터 10년간 일본 국정 국어교과서인 국어독본에 실렸다. 방재 교재로도 쓰이고 있다.
원작은 기이국(현 일본 와카야마현 아리다군 히로가와정)에서 일어난 사건으로 주인공인 '고헤이'의 모델은 하마구치 고료이다.

## 이야기
마을 고지대에 사는 촌장 고헤이는 지진의 흔들림을 느낀 후 바닷물이 바다로 물러나는 것을 보고 쓰나미가 닥쳐올 것을 직감한다. 축제 준비에 골똘한 마을 주민에게 위험을 알리기 위해 고헤이는 자신의 논에 있는 갓 수확한 볏단에 횃불로 불을 붙였다. 불이 난 줄 알고 불을 끄기 위해 높은 곳에 모여든 마을 사람들 앞에서 쓰나미가 마을을 덮친다. 고헤이의 기지와 희생정신으로 마을 사람들이 모두 쓰나미로부터 피할 수 있었다.

## 저서와 보급

### 고이즈미 야쿠모의 《A Living God》

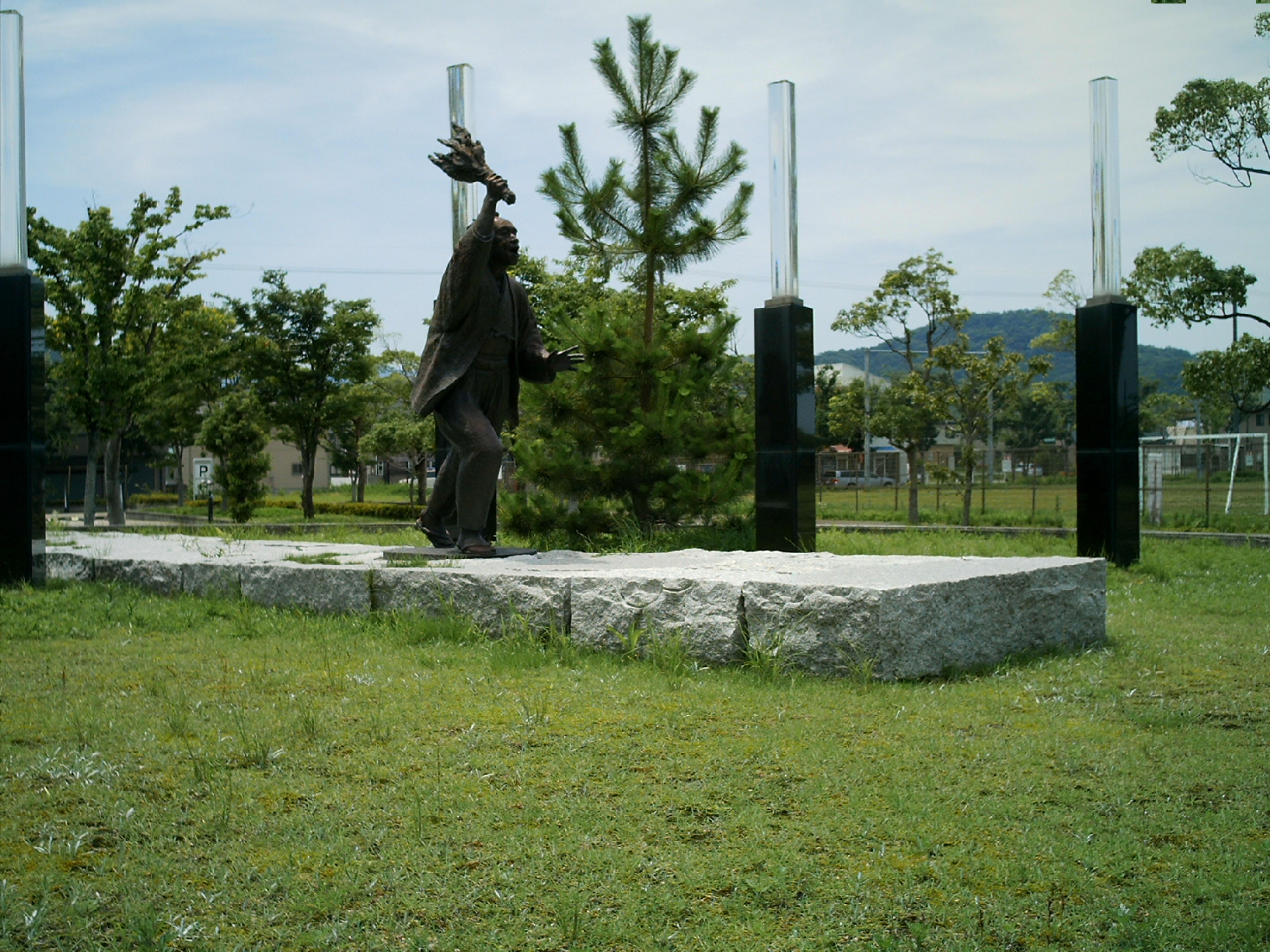
히로가와정 관공서 앞에 있는 《볏단의 불 광장》에 있는 하마구치 고료의 동상

1896년 고이즈미 야쿠모는 영어 소설 《A Living God》를 저술했다. 서양과 일본의 '신'에 대한 생각 차이를 쓴 글로 그 중 남다른 위업을 수행하며 "살아있는 신"으로 추앙받는 기이 아리다군의 농촌 촌장 "하마구치 고헤이"의 이야기를 소개했다.
고이즈미 야쿠모는 작품 내에서 언급된 1896년 메이지 산리쿠 지진의 쓰나미 정보를 듣고 이 작품을 썼다고 추정된다. 하지만 지진의 흔들림이나 쓰나미 발생 횟수 등 역사적 사실과 다른 부분도 많다. 또한 "지진으로부터 부흥을 이룬 후 고헤이는 생존중임에도 신사가 세워졌다"라는 정보도 틀렸다.

### 나카이 조조의 《볏단의 불》
히로가와와 이웃한 마을인 유아사정 출신으로 다케다 중학교 졸업생인 나카이 조조(1907년 12월 12일~1994년 1월 24일)은 와카야마현 사범학교 재학 중 영어 교재로 고이즈미 야쿠모의 《A Living God》을 읽고 감명을 받았다고 말했다.
1934년 일본 문부성의 국어 교과서 교재 공모(당시 국정교과서)가 열렸다. 당시 미나베정(현 히다카군 미나베정)의 미나베소학교의 교편을 잡고 있던 나카이는 야쿠모의 글을 어린이용으로 번역, 재구성해 《볏단의 불》이라는 제목으로 응모했다. 나카이의 작품에서는 구체적인 시기나 장소 묘사는 생략된 단편적인 이야기로 구성되어 있다. 이 작품은 그대로 국어 교과서에 채택되어 1937년부터 1947년까지 수록되었다.
나카이는 1945년 제2차 세계 대전 종전 이후 히다카군 기리메소학교 교장을 마지막으로 교편에서 물러나 주류 판매점 경영 등을 했으며 미나베정 정의원 등의 정치인 활동도 했다. 1987년 9월에는 일본 국토청에게 방재공로자 표창을 받았다.

### 일본 국어 교재 수록
《볏단의 불》은 1937년 간행된 심상소학교 5학년용 국어 교과서인 "소학교 국어독본 권10"(제4기 국정교과서 사쿠라독본)에 실렸다. 이후 제5기 국정교과서(아사히독본)의 "초등과 국어 제6권"에도 계속 실려 1947년까지 계속 사용되었다.
지진학자인 이마무라 아키쓰네는 1940년 《《볏단의 불》을 가르치는 법에 대하여》도 저술했다.
2011년부터 사용하기 시작한 미쓰무라도쇼 출판의 초등학교 5학년용 교과서인 "국어 5 은하"에서는 《백년 후의 고향을 지킨다》라는 제목으로 방재학자 가와타 요시아키가 쓴 하마구치 고료의 전기가 쓰여 있다. 이 글에서는 볏단의 불 일화를 일부 채록했고 그 모델이 된 하마구치 고료의 업적을 소개하고 쓰나미 후의 부흥사업도 함께 묘사하고 있다. 이 때문에 일부 일본 언론에서 "64년만에 부활한 볏단의 불 일화"라고 소개했다.

## 같이 보기
- 볏단의 불의 집
- 난카이 지진
- 히로무라 제방
- 쓰나미마쓰리
- 자기희생
- 쓰나미텐덴코
- 사토미 코타로

## 참고 문헌
- 「もえよ 稲むらの火」桜井信夫著、PHPこころのノンフィクション。1992年3月。ISBN 9784569587639
- 「津波!!稲むらの火 その後」高村 忠範 文・絵、2011年08月、汐文社。ISBN 9784811388175
- 「津波防災を考える 「稲むらの火」が語るもの」伊藤 和明著、岩波ブックレット656、2005年07月、岩波書店。ISBN 9784000093569
- 2006年2月21日付産経新聞「正論」欄『善行と美談を小学校教科書に』佐々淳行